# Gmina Włodowice
Gmina Włodowice je gmina okresu Zawiercie ve Slezském vojvodství v jižním Polsku. Geograficky se nachází na vrchovině Wyżyna Częstochowska (Čenstochovská jura) patřící do pohoří Wyżyna Krakowsko-Częstochowska (Krakovsko-čenstochovská jura). Sídlem gminy jsou Włodowice.

## Historie
První písemná zmínka o oblasti Włodowic pochází z roku z 1220.

## Členění gminy
Ve gmině Włodowice jsou vesnice Góra Włodowska, Hucisko, Kopaniny, Morsko, Parkoszowice, Rudniki, Rzędkowice, Skałka, Włodowice, Zdów.

## Geologie a příroda
Východní část gminy je v krajinném parku Park Krajobrazowy Orlich Gniazd. Geologie gminy je stejná jako ostatní části Wyżyny Krakowsko-Częstochowske. Je složena ze zvětralých a erodovaných vápencových oblastí (pozůstatek zaniklého pravěkého moře) a sprašových a pískových půd (pozůstatek působení zaniklého ledovce z doby ledové). Ve východních částech gminy se nachází populární Skały Rzędkowickie a hrad Bąkowiec v Morsku a krasové útvary.

## Vodstvo
Vodstvo gminy patří do povodí řeky Odra a povodí řeky Visla.

## Sport a turistika
Ve gmině se vyskytují četné hololezecké a speleologické terény a velký počet turistických tras a cykloturistických tras. Mezi nejznámější turistické trasy patří Szlak Orlich Gniazd, Szlak Warowni Jurajskich a Szlak Rzędkowicki.